# Kolonia (Klesztów)
Kolonia – kolonia wsi Klesztów w Polsce, położona w województwie lubelskim, w powiecie chełmskim, w gminie Żmudź.
W latach 1975–1998 kolonia należała administracyjnie do województwa chełmskiego.
Wierni Kościoła rzymskokatolickiego należą do parafii Wniebowzięcia Najświętszej Maryi Panny w Klesztowie.